# FG-47
El FG-47 (también conocido como SpaB-54) es un cohete de combustible sólido chino que quema polibutadenio terminado en hidroxilo. Fue desarrollado por China Hexi Chemical and Machinery Corporation (también conocida como la sexta academia de CASIC) para usarlo en la tercera etapa del Long March 2C SD/CTS/SMA. Tuvo su vuelo inaugural en la misión de demostración del Iridium-MFS el 1 de septiembre de 1997.
Tiene una masa nominal total de 160 kg, de los cuales 125 kg es carga propulsora. Tiene un empuje aproximado de 9.8 kN con un impulso específico de 288 segundos ardiendo durante 35 segundos, con un impulso total de 353 kN.